# 金瓦科查湖 (瓦努科大區)
9°04′44″S 76°47′02″W / 9.07889°S 76.78389°W
金瓦科查湖（Kinwaqucha），是位于秘魯的湖泊，位於該國中部瓦努科大區，由瓦凱班巴省的科查班巴區和瓦馬利埃斯省的阿蘭凱區管轄，海拔高度約4,200米。